# Tadeusz Rozwadowski

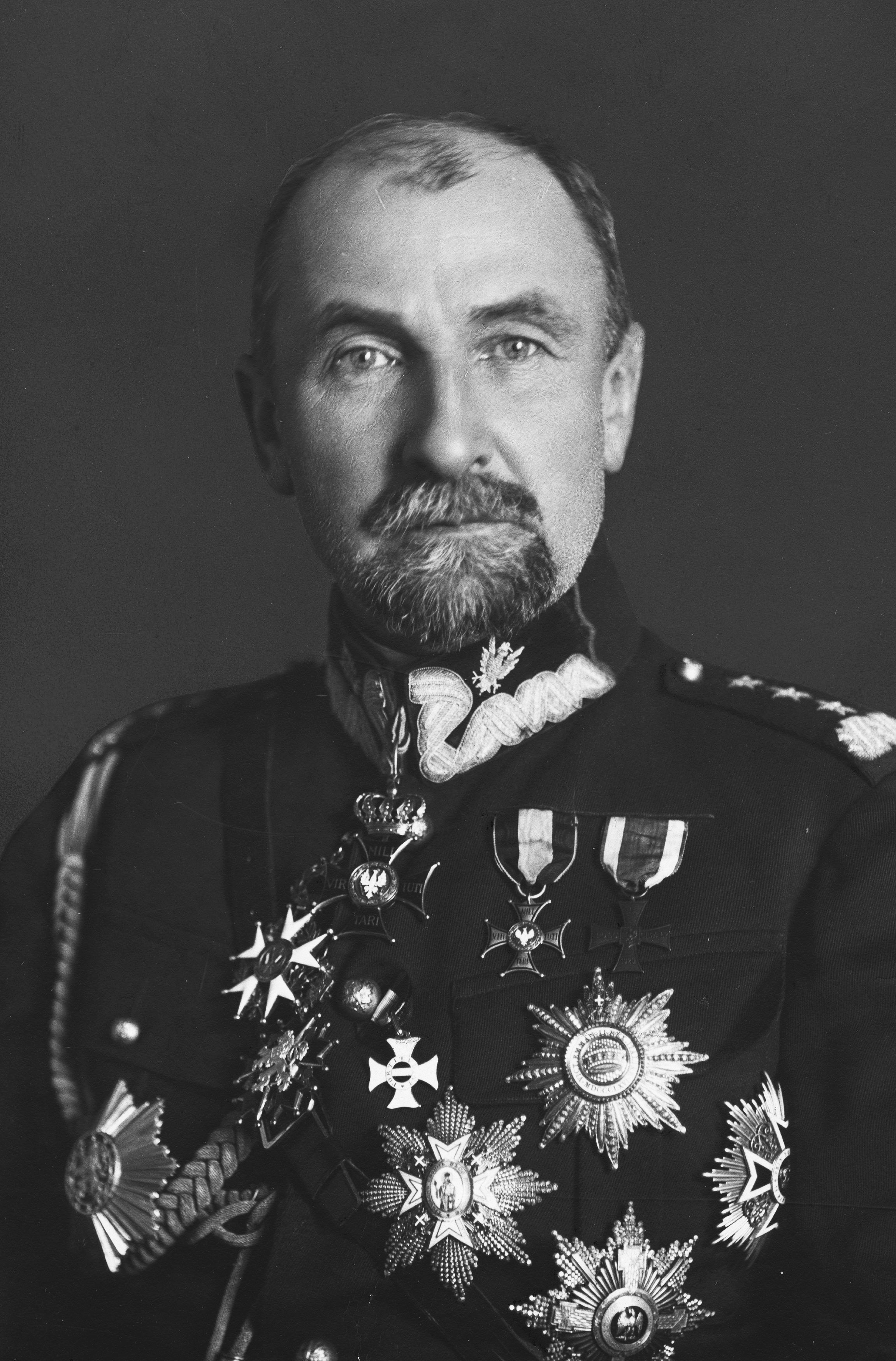
Tadeusz Rozwadowski

Tadeusz Jordan Rozwadowski (* 19. Mai 1866 in Babin, Kaisertum Österreich; † 18. Oktober 1928 in Warschau, Polen) war ein k.u.k. Feldmarschallleutnant und polnischer General.

## Leben
Der Vater Tomisław Rozwadowski war der Besitzer des Dorfes Glinna und Abgeordneter des galizischen Landtages und des Wiener Parlaments. Rozwadowskis Mutter war Melania Rulikowska. Er verbrachte die frühe Kindheit mit seinen jüngeren Brüdern Samuel (geb. 1867) und Wiktor (geb. 1869) in Babin und Honatyń.

### Frühe Militärkarriere
Nach dem Besuch der Grundschule in Lemberg besuchte er die Kadettenschule in Mährisch Weißkirchen (Hranice). Von 1882 bis 1886 studierte er an der militärtechnischen Universität in Wien, die er am 18. August 1886 als Klassenbester beendete. Zunächst diente er als Leutnant im 1. Artillerieregiment in Krakau, dann wechselte er nach Jaroslau. Er bestand 1888 die Aufnahmeprüfung für die Theresianische Militärakademie in Wiener Neustadt, welche er 1891 mit der Ernennung zum Oberleutnant erfolgreich abschloss. Rozwadowski wurde dann Adjutant im Stab der in Marburg in Garnison liegenden 3. Kavalleriebrigade. Nach zwei Jahren wurde er nach Budapest versetzt, wo er dem Stab der 31. Infanteriedivision zugewiesen wurde. Im Mai 1894 wurde er zum Hauptmann befördert, nebenbei fungierte er als Ausbilder des Erzherzogs Ladislaus. Neben großem technischen Wissen konnte er sich bereits in fünf Sprachen verständigen – Polnisch, Französisch, Deutsch, Tschechisch und Russisch und bald darauf auch Rumänisch.

### Familiengründung
Während seines Dienstes in Budapest heiratete er 1894 Maria Gräfin Komorowska. Während dieser Zeit bestand er die Prüfung zum Stabsoffizier und wurde zum Major im Generalstab befördert. Im Oktober 1896 wurde er zum Militärattaché bei der österreichischen Botschaft in Bukarest ernannt. Seine erste erfolgreiche Amtshandlung war der Abschluss eines für Österreich-Ungarn günstigen Zollabkommens. Er entwickelte mit Rumänien auch eine enge Zusammenarbeit im militärischen Bereich, welche die Modernisierung der rückständigen rumänischen Armee beinhaltete und eine engere politische und militärische Allianz vorsah. Rozwadowski gewann in dieser Zeit die Wertschätzung des rumänischen Königs Carol I. sowie des rumänischen Thronfolgers Prinz Ferdinand. Rozwadowskis Kinder wurden allesamt in Rumänien geboren, 1898 die Tochter Melania, ein Jahr später der Sohn Józef und 1906 der jüngste Sohn Kazimierz.

### Aufstieg in der k.u.k. Armee

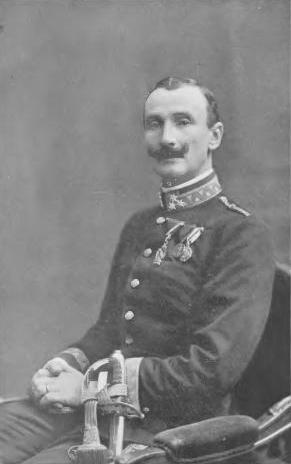
Oberst Rozwadowski um 1910

Im Jahr 1905 erreichte er den Rang eines Oberstleutnants. Er kehrte 1907 nach Galizien zurück, wo er dem Feldartillerie-Regiment 31 in Stanislau zugewiesen wurde, ab 1. Mai war er Kommandant dieser Einheit, die Teil der 11. Artillerie-Brigade war. Im Mai 1908 folgte seine Beförderung zum Oberst. Als Experte für Artillerietechnick machte Oberst Rozwadowski mehrere Erfindungen. Er patentierte u. a. ein einfaches, aber effektives Zielgerät für den weitreichenden Artilleriebeschuss. Eine wichtigere Erfindung war ein neuer Typ von Artillerieprojektil, das nach ihm benannte doppelt wirkende Granaten-Schrapnell. Das Geschoss explodierte einmal in der Luft als Schrapnell (in der Form einer Splitterwolke) und nochmalig als Granate nach dem Kontakt mit dem Ziel. Das nach ihm benannte Rozwadowski-Projektil wurde auch im Ersten Weltkrieg eingesetzt. Im April 1913 wurde er zum Chef der berittenen 1. Artillerie-Brigade ernannt und am 1. Mai zum Generalmajor befördert.

### Im Ersten Weltkrieg

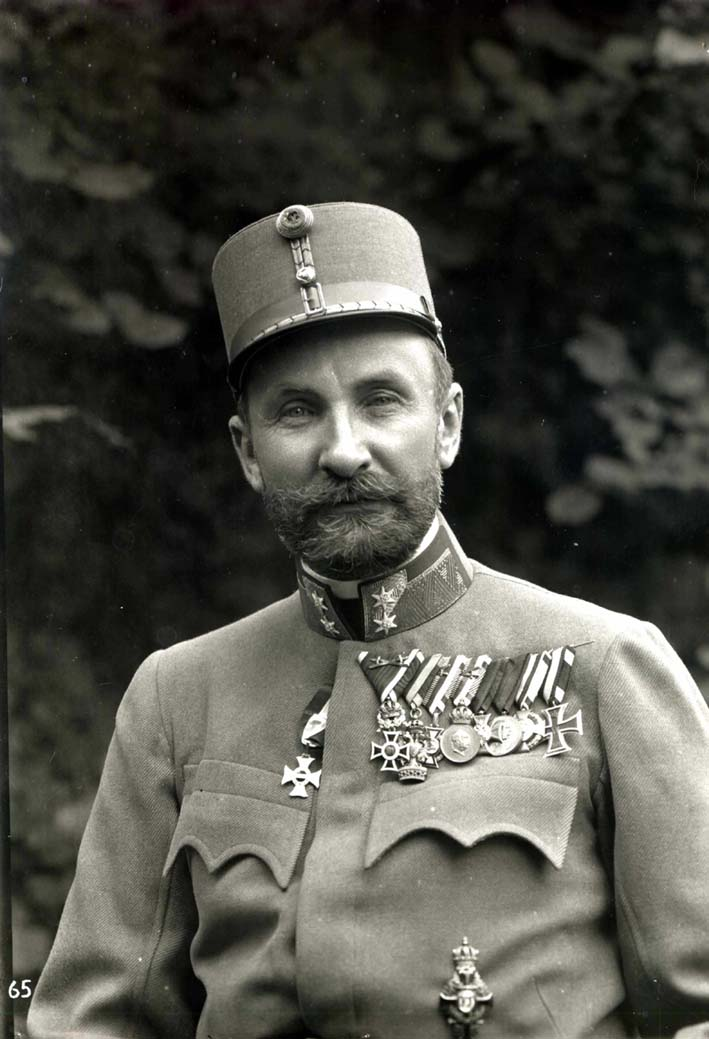
Rozwadowski am Tag der Verleihung des Maria-Theresien-Ordens am 17. August 1918 in der Villa Wartholz

Zu Beginn des Ersten Weltkriegs übernahm er am 9. August 1914 den Befehl über die 12. Artilleriebrigade in der 12. „Krakauer“ Infanterie-Truppendivision. Rozwadowskis Artillerieeinsatz spielte im Mai 1915 auch eine Schlüsselrolle beim erfolgreichen Angriff des VI. Armeekorps (FML Arz) in der Schlacht von Gorlice-Tarnow im Mai 1915. Bis zum 17. Mai konnte die 12. Infanterie-Division (General Kestranek) nach Jaroslau durchbrechen. Bei der nächsten Offensive war er bereits zum Kommandant der 43. Schützen-Division bestellt. In der zweiten Hälfte des Jahres 1915 begann sich zunehmend ein Konflikt mit den Obersten Hauptquartier abzuzeichnen, er kritisierte die schlechte Behandlung der polnischen und ukrainischen Kriegsgefangenen und die willkürlichen Hinrichtungen, er beschrieb diese Thematik später in seinen Memoiren. Er wurde zwar am 1. November 1915 zum Feldmarschallleutnant ernannt, aber am 19. November in Reserve gestellt und am 1. Februar 1916 nominell verabschiedet. Als offizieller Grund wurde sein schlechter Gesundheitszustand genannt. Im Jahr 1916 beteiligte er sich unter Józef Piłsudski gegen den Willen der k.u.k. Armee an der Organisation der illegale Militärorganisation Polska Organizacja Wojskowa (POW). Die Verschlechterung der Kriegslage und die Änderung der Politik der deutschen Heeresleitung schien das Vorhaben aber wieder zu begünstigen.
Der neue Kaiser Karl I. suchte einen Kompromiss mit den vielen nationalen Bestrebungen in seinem Reich zu finden und suchte auch den Ausgleich mit dem „Provisorischen Staatsrat im Königreich Polen“. Am 17. August 1918 fanden in der Villa Wartholz die Promovierungen zum Maria-Theresia-Orden statt, wobei der Kaiser u. a. Bardolff, Lehár, Rozwadowski und Cavallar auszeichnete. Mit der Verleihung war außerdem die Erhebung in den Freiherrenstand verbunden, dem Rozwadowski allerdings bereits angehörte.

### Bei der Neubegründung Polens

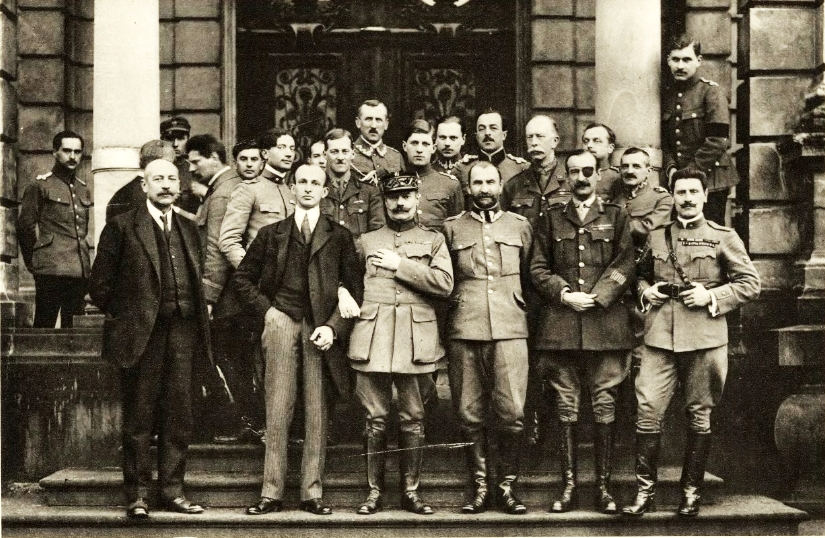
Die Alliierte Mission in Lwów (Februar 1919): Vordere Reihe von links: Stanisław Wańkowicz, Robert Howard Lord, General Joseph Barthélemy, Tadeusz Rozwadowski, General Adrian Carton de Wiart, Major Giuseppe Stabile

Nach dem Untergang der Donaumonarchie trat Rozwadowski sofort in die polnische Armee über.
Am 26. Oktober 1918 wurde Rozwadowski vom Regentschaftsrat zum Stabschef der neu begründeten Streitkräfte ernannt. In Abstimmung mit dem Regentschaftsrat wurde der Wirtschaftsdienst Wojska gegründet eine Formation, deren Aufgabe es war, Polens Grenzen zu bewachen, der Prototyp der späteren Grenzschutzkorps (KOP). Am 4. November wurde eine erste mobile Division gegründet, aus der später die 1. Kavalleriedivision der polnischen Armee hervorging. Am 31. Oktober stellte Rozwadowski wegen der Bedrohung Polens durch die Rote Armee das neue „Organisationsprinzip der polnischen Militärbehörde“ vor. Nach diesem Entwurf war der Regentschaftsrat zwar nominell noch Oberbefehlshaber der Armee, unterstand aber den Weisungen des Kriegsministers, des Generalstabschefs und der Militärjustiz. Der Stabschef war dabei dem Minister gleichgestellt.
Am 11. November 1918 war Józef Piłsudski durch den Regentschaftsrat der Oberbefehl über die polnischen Truppen und kurz danach die Führung des polnischen Staates übertragen worden.
Rozwadowskis überzogene Vorschläge wurden per Dekret des neuen Staatschefs am 7. Januar abgelehnt. Rozwadowski musste am 15. November zurücktreten, Piłsudski hatte größeres Vertrauen zu General Kazimierz Sosnkowski, den er bereits zum Kommandeur des Warschauer Generalbezirks ernannt hatte.

### Im Polnisch-Ukrainischen Krieg
Am 17. November 1918 wurde Rozwadowski durch Piłsudski zum Oberbefehlshaber der polnischen Streitkräfte in Ostgalizien (die sogenannte „Ostarmee“) ernannt, wo er sich sofort gegenüber den ukrainischen Nationalisten für das Halten der Stadt Lwiw (Lemberg) einsetzte. In der Nacht vom 21. auf den 22. November wurde Lwiw von Truppen des Oberstleutnants Tokarzewski-Karaszewicz besetzt. Rozwadowski traf in der Nacht des 24./25. November in der belagerten Stadt ein und übernahm das Kommando. Als Kommandant der Armee „Ost“ begann die undisziplinierten und ungleichen Einheiten in eine reguläre Armee umzuwandeln und befahl die ukrainische Nationalisten zu bekämpfen und auf „bewaffnete Bauern zu schießen“.
Ende Dezember 1918 führte das ukrainische Oberkommando einen neuen massiven Angriff auf Lwiw. Im Januar 1919 beschloss die Warschauer Regierung endlich, umfangreiche Verstärkungen unter dem Kommando von General Romer abzusenden. General Rozwadowski beurteilte diese Verstärkungen kritisch und bezeichnete die ihm zur Verfügung stehenden Einheiten als „Dilettanten“. Die Position der Verteidiger von Lwiw wurde jeden Tag schlimmer. Bevor noch Wasser und Strom abgeschnitten waren, hing das Gespenst des Hungers über die Bevölkerung. Das Nationale Verteidigungskomitee von Lwiw forderte bereits die Entlassung General Rozwadowskis. Piłsudski hatte am 7. März in einem Telegramm befohlen, die Belagerung zu durchbrechen und sich nach Przemyśl zurückzuziehen. General Rozwadowski hatte aber die Entscheidung getroffen, mit der Besatzung in Lwiw auszuharren. Am 12. März musste auf Druck der polnischen Bevölkerung General Iwaszkiewicz-Rudoszański mit Entsatzangriffen beginnen. Nachdem sich die Eisenbahnlinie nach Przemyśl wieder in polnischer Hand befunden hatte, ließ Piłsudski General Rozwadowski ersetzen. Der neue Befehlshaber in Galizien, General Iwaszkiewicz übergab Rozwadowski den Befehl, der ihn auf das Amt des Leiters der polnischen Militärmission in Paris versetzte. Rozwadowski verließ Lwów unter dem Applaus der Stadtbewohner. Am 19. März 1919 vereinigte sich die Armia Wielkopolska unter General Aleksandrowicz mit den Truppen des Oberst Sikorski in Gródek. Bis zu diesem Tag blieb Rozwadowski Kommandant der Armia Wschod, die im Polnisch-ukrainischen Krieg an der galizischen Front kämpfte.

### Im Polnisch-Sowjetischen Krieg

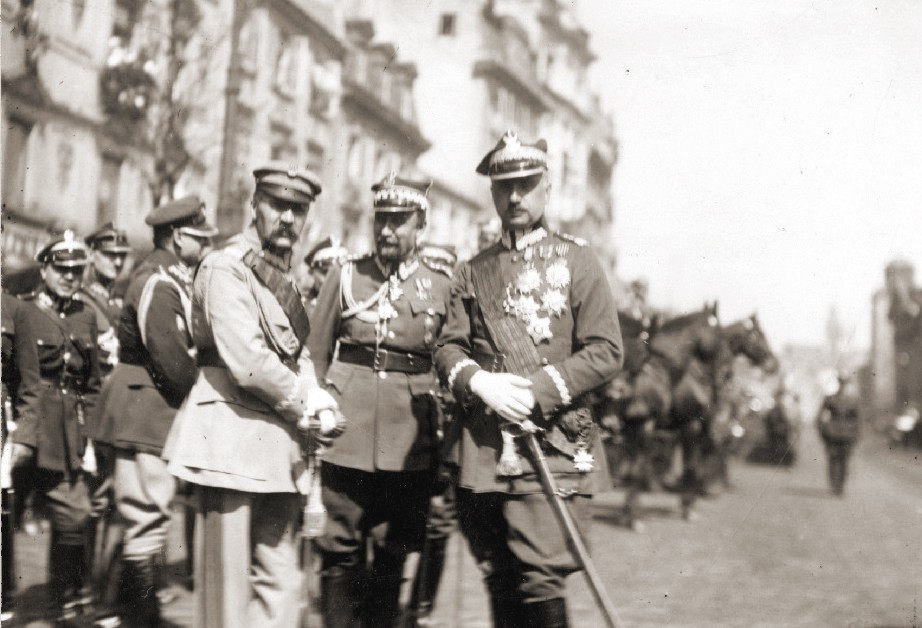
Rozwadowski mit Józef Piłsudski und General Kasimierz Sosnkowski, 1923

Rozwadowski wurde im April 1919 als Bevollmächtigter Polens nach Paris geschickt, wo er mit der polnischen Delegation an der Friedenskonferenz teilnahm und um den Friedensvertrag von Versailles (Juni 1919) zu unterzeichneten. Er führte auch zahlreiche Missionen nach London und Rom. Er intervenierte bei Marschall Foch und wies auf Polens Bedrohung von Seiten der Roten Armee und Deutschlands hin. Auf der Pariser Konferenz trat er zudem in enge Beziehung mit Fochs Vertreter, General Henri Le Rond. Nach anfänglichen Erfolgen im Bündnis mit dem ukrainischen Präsidenten Petljura musste die Polen im Krieg gegen die Sowjetunion starke Verluste hinnehmen. Im Januar 1920 wurde aber klar, dass Polen nicht auf die bewaffnete Hilfe Frankreichs oder Großbritanniens zählen konnte.
Im Juni 1919 ernannte die polnische Regierung ihren neuen Abgeordneten in Bukarest, es war kein Zufall, dass die Stelle mit Skrzyński, dem Adjutant von Rozwadowski besetzt wurde. Rozwadowski besuchte im April und Mai 1920 Rumänien, um die Grundpunkte des künftigen polnisch-rumänischen Verhältnisses zu klären. Ende Juni 1920 kehrte Rozwadowski nach Paris zurück, wo er am 1. Juli an der ersten Sitzung des Verteidigungsrats teilnahm. Mitten im Polnisch-Sowjetischen Krieg wurde er von Belgien aus nach Warschau zurückgerufen, wo er am 22. Juli 1920 wieder zum Chef des Generalstabs der polnischen Armee ernannt wurde. Die neuerliche Übernahme des Postens durch Rozwadowski sollte zum Wendepunkt im Krieg mit den Bolschewiki werden. Er bezeigte dem Oberbefehlshaber weitgehende Loyalität und verteidigte Piłsudski, der wegen seiner operativen Führung von fast allen Seiten angegriffen wurde. Als Generalstabschef nahm er wichtige personelle Veränderungen vor: Das Kommandant der Nordfront wurde mit General Józef Haller und das Verteidigungsministerium mit Kazimierz Sosnkowski, dem Vertrauten Piłsudskis besetzt.
Die Neuorganisation des Stabes wurde am 25. Juli durch den aus Frankreich entsandten General Maxime Weygand vorgenommen. Die Schlacht am Bug entwickelte sich anfangs für die Polen günstig, aber der Fall von Brest hatten Piłsudskis Kräfte gestoppt. In der Nacht vom 5. auf den 6. August stellte Rozwadowski nach Gesprächen mit der französischen Militärmission (Weygand, Henrys und Billot) zwei Varianten von Gegenangriffen vor. Entweder sollte ein Stoß in Richtung auf Mińsk Mazowiecki oder in Richtung auf Garwolin erfolgen, mit gleichzeitigen Angriffen der verstärkten Nordfront. Rozwadowski war besorgt über die Situation im Norden, wo ein sowjetischer Einbruch Warschau zu umfassen suchte.
Nach seiner Meinung war Sikorskis 5. Armee zu schwach und er hatte Angst, dass die polnischen Pläne zur Gegenoffensive von den Bolschewiki abgefangen würden. Nach Beendigung der Verteidigungsaufgaben sollte die 5. Armee den nördlichen Flügel des Feindes treffen, diesen teilweise von Norden umgehen und nach Süden drängen. Der Plan sah daher einen doppelten Schlag gegen die Bolschewiki von Norden, von der Wkra und von Süden, vom Wieprza-Abschnitt vor. Am 10. August schlug Rozwadowski unter dem Druck der westlichen Kommission selbst vor, General Weygand mit der obersten Führung zu betrauen.
Die Schlacht an der Weichsel begann am 13. August 1920, der Hauptschlag der Sowjets wurde wie angenommen gegen die polnische Nordfront geführt. Am 15. August traten die polnischen Armeen ihrerseits im Raum Warschau und Wkra zum Gegenangriff an. Die 5. Armee Sikorskis spielte eine entscheidende Rolle, nicht nur, dass sie dem Druck der bolschewistischen 3. Armee standhielt, sondern auch zu einem Gegenangriff befähigt wurde. Die überraschte Rote Armee drohte die Einkesselung, Tuchatschewski musste den Rückzug befehlen. Rozwadowski, unterstützt von Weygand, verlangte, die Offensive von Wieprz zu beschleunigen, weil er befürchtete, die Sowjets könnten sich der Einkesselung entziehen. Rozwadowski stand damals bei der Spitze der Südfront und drängte General Rydz-Śmigły seine Armeen vorgehen zu lassen, um in den linken bolschewistischen Flügel hineinzustoßen. Piłsudski verschob das Datum der zweiten Offensive von Süden vom 17. auf den 16. August. Der Angriff der polnischen 4. Armee stieß bereits in ein Vakuum, die Verfolgungskämpfe konnten sofort eingeleitet werden. Die Anhänger des Marschalls behaupteten, dass Piłsudski den größten Verdienst am Sieg gebühre. Piłsudski hatte diese Idee abgelehnt, die Kämpfe endeten mit einem Sieg, aber die Polen erlitten schwere Verluste. Die Freude am Sieg wurde getrübt, weil Rozwadowski Nachricht über den Tod seines Vaters erhielt, mit dem er sehr eng verbunden war.

### Generalinspektor

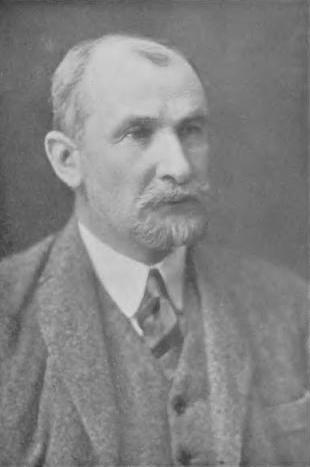
Rozwadowski im Juni 1927

Rozwadowski verlor im April 1921 den Posten des Generalstabschefs, wurde aber mit dem Oberinspektorat der polnischen Armee betraut. Noch im März 1921 nutzte Jordan-Rozwadowski seine Kontakte in Bukarest zur Gründung der Polnisch-Rumänischen Allianz, indem er eine Konvention zu einer Verteidigungsallianz aushandelte. Als sich Ende 1921 die Generalinspektion für die mobilen Streitkräfte bildete, stand er an der Spitze. Besondere Aufmerksamkeit widmete er der Entwicklung der Kavallerieschule in Grudziądz, die am 15. August 1920 gegründet wurde. Er kümmerte sich besonders um diese Institution und beaufsichtigte die Ausbildung der Kavalleriekader. Am 24. November 1922 wurde er mit dem Virtuti Militari Orden ausgezeichnet. Im Jahr 1923 wurde Wincenty Witos neuer Premierminister, die Macht von Marschall Piłsudski bröckelte und er musste zurücktreten. Im April 1924 reorganisierte der Generalstab unter Sikorski die Armee neuerlich. Rozwadowski arbeite dabei eng zusammen mit den Generalen Sosabowski, Kleeberg und Kutrzeba, sie alle waren Befürworter des Aufbaues einer starken Panzer- und Luftwaffe.

### Verhaftung und Tod
Als Gegner der weiteren Politisierung der Armee befand sich Rozwadowski derweil im Konflikt mit Piłsudski und wurde vom Lager des Marschall heftig bekämpft. Während Piłsudskis Staatsstreichs im Mai 1926 war er Oberbefehlshaber der legalen Regierungstruppen und übernahm die Rolle des Militärgouverneurs von Warschau. Nach der Ablehnung einer Regierungsbildung mit Skrzyński als Premierminister durch den neuen Staatspräsidenten Stanisław Wojciechowski, entschlossen sich die Anhänger Piłsudskis zum Staatsstreich. An 14. Mai traf sich Rozwadowski mit dem Minister für militärische Angelegenheiten, General Malczewski. Nach dem Gespräch erklärte er sich bereit, im Falle des Putsches die Position des Verteidigungschefs von Warschau einzunehmen. Er traf sich mit Oberst Anders und den neu ernannten Generalstabschef General Stanisław Haller um die Verteidigung von ungefähr 1.700 Soldaten zu organisieren. Die von General Gustaw Orlicz-Dreszer befehligten Putschisten zählten rund 4.300 Soldaten. Piłsudski erzwang an der Spitze ihm ergebener Regimenter den Staatspräsidenten und das Kabinett Witos zum Rücktritt.
Für Piłsudski war Rozwadowski nur mehr ein gewöhnlicher Rebell, am 15. Mai 1926 wurde dieser in Warschau verhaftet und zusammen mit den Generalen Zagórski, Malczewski und Jaźwiński wegen Straftaten angeklagt und ins Militärgefängnis geworfen. Piłsudski wurde von der Nationalversammlung wieder zum Staatsoberhaupt gewählt, verzichtete aber auf die weitere Präsidentschaft und überließ das Amt seinem treuen Kandidaten Ignacy Mościcki.
General Rozwadowski verblieb ein Jahr lang im Gefängnis von Antokol in Wilna. Die Haftbedingungen waren schwer, die Zellen wurden nicht beheizt und die Lagerklinik fast dauernd geschlossen. Einigen Historikern zufolge wurde beschlossen, General Rozwadowski zu vergiften, indem man die Wände seiner Zelle mit Arsenfarbe bestrich. Eine Petition zur Verteidigung der inhaftierten Generäle brachte ihm am 18. Mai 1927 unerwartet die Freiheit. Er zog sich nach Jastrzębia Góra zurück, wo er sich selbst von den auftretenden Bauchschmerzen, kombiniert mit Blutungen und starkem Erbrechen zu heilen versuchte. Die Ärzte waren hilflos, er hatte regelmäßig Fieberanfälle und um die Wende vom September und Oktober 1928 verstärkten sich die Anfälle. General Rozwadowski starb am 18. Oktober 1928 um 13.40 Uhr in der Klinik von St. Josef in Warschau. Der letzte Wille des Generals bestand darin, auf dem Lytschakiwski-Friedhof – 1919 der letzte Ort der Verteidiger von Lemberg – begraben zu werden.

### Ehrungen
Rozwadowski erhielt im Laufe seines Lebens zahlreiche Auszeichnungen, darunter die Großkreuze des Ordens der Eisernen Krone sowie des Leopold-Ordens, ferner den Orden Virtuti Militari (Silbernes Kreuz und Komtur), das Ritterkreuz des Militär-Maria-Theresien-Ordens und das Komturkreuz des Ordens Polonia Restituta.